# Alessandro Maggiolini

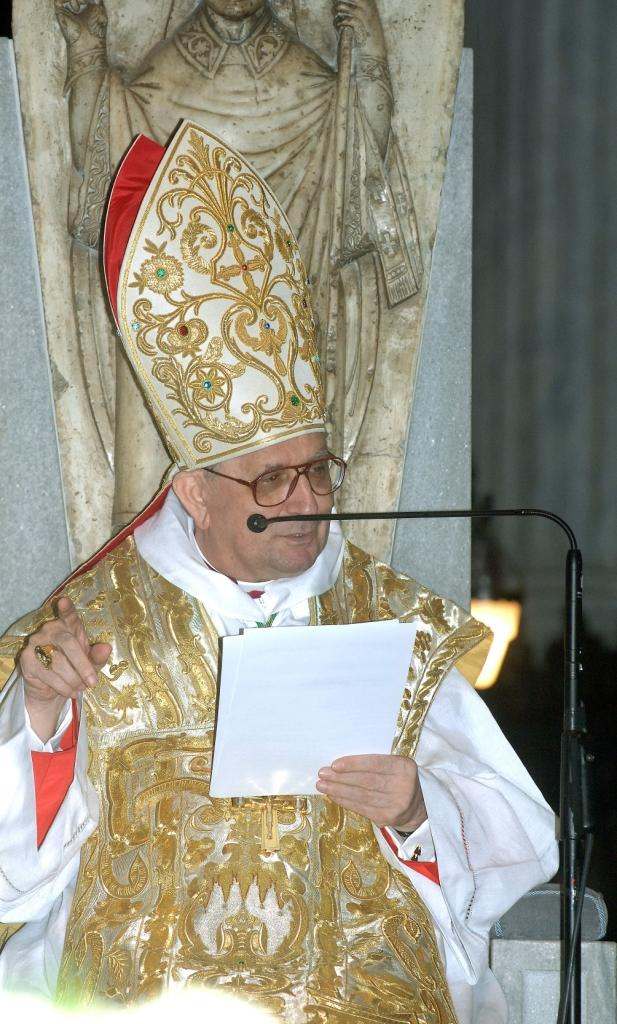
Bischof Alessandro Maggiolini

Alessandro Maggiolini (* 15. Juli 1931 in Bareggio, Provinz Mailand, Italien; † 11. November 2008 in Como) war römisch-katholischer Bischof von Como.

## Leben
Alessandro Maggiolini empfing die Priesterweihe am 26. Juni 1955 in Mailand durch Giovanni Battista Montini, den späteren Papst Paul VI. Er war Professor für Philosophie an der Katholischen Universität Mailand, später Bischöflicher Vikar für die Universität. Er war enger Vertrauter von Giovanni Kardinal Colombo.
Am 7. April 1983 wurde er von Papst Johannes Paul II. zum Bischof des Bistums Carpi in Carpi bei Modena ernannt. Die Bischofsweihe spendete ihm Kurienkardinal Sebastiano Baggio am 29. Mai desselben Jahres im Dom zu Carpi; Mitkonsekratoren waren Artemio Prati, Bischof von Carpi, und Gilberto Baroni, Bischof von Guastalla.
1989 ernannte ihn Johannes Paul II. zum Bischof von Como. Er war Mitglied des Redaktionskomitees des Katechismus der Katholischen Kirche.
Sein altersbedingtes Rücktrittsgesuch nahm Benedikt XVI. am 2. Dezember 2006 an. Maggiolini starb an den Folgen einer Krebserkrankung.

## Wirken
Alessandro Maggiolini galt als streitbarer Bischof, der seine Meinung auch gegen Rom öffentlich vortrug.
Er war entschiedener Gegner der Kommerzialisierung der Gestalt von Padre Pio in San Giovanni Rotondo. „Jesus Christus vertrieb die Händler aus dem Tempel, aber ich muss jetzt feststellen, dass sie zurückgekehrt sind“, sagte er in einem Interview mit der italienischen Tageszeitung La Repubblica.
Obwohl er einen Dialog zwischen den Organisatoren des World Gay Pride und der Katholischen Kirche für nicht möglich hielt, rief er für die im Heiligen Jahr 2000 in Rom stattfindende internationale Homosexuellenparade zur Gelassenheit auf.
Hinsichtlich des Baus islamischer Moscheen in Italien sagte er der Mailänder Tageszeitung Corriere della Sera am 12. Januar 2007: „Die Katholiken müssen hier einen harten Schädel und ein weiches Herz haben; stattdessen haben sie oft ein Herz aus Stein und einen Kopf wie Kaugummi“.
Maggiolini war ein bekannter Theologe. Er veröffentlichte mehrere Bücher und zahlreiche Publikationen, insbesondere in seinen letzten Lebensjahren.

## Schriften
- Meglio il martirio: Il Vangelo e ancora uno scandalo?, Leonardo 1995, ISBN 88-04-40235-0
- Preghiere Della Gente: Devozioni Popolari, Mondadori 1998, ISBN 88-04-45377-X
- Per confessarsi, Shalom 1999, ISBN 88-8404-095-7
- Via crucis, Shalom 1999, ISBN 88-86616-34-1
- Il Papa chiede perdono, Piemme 2000, ISBN 88-384-4859-0
- Perche La Chiesa Chiede Perdono, Piemme 2000, ISBN 88-384-4469-2
- La Santa Paura: L’arte Di Morire, Mondadori 2000, ISBN 88-04-48263-X
- Il prete. La vita al servizio della comunità di Dio, Piemme 2000, ISBN 88-384-4821-3
- L’unità del presbiterio. Una spiritualità di comunione per il clero, Città Nuova 2001, ISBN 88-311-4239-9
- Fine della nostra cristianità, Piemme 2001, ISBN 88-384-6906-7
- Declino e speranza del cattolicesimo, Mondadori 2003, ISBN 88-04-51168-0
- Ma il figlio dell’uomo, quando verrà, troverà la fede sulla terra?, Bompiani 2004, ISBN 88-452-3329-4
- Mi pento con tutto il cuore. La confessione, Mondadori 2004, ISBN 88-04-52659-9
- Incontro con Gesù. Guida per adolescenti nel cammino di fede, Mimep-Docete 2005, ISBN 88-8424-088-3
- La pace della preghiera, Shalom 2006, ISBN 88-8404-150-3
- Fogli sparsi d’augurio. La sorpresa dell’ovvio, SugarCo 2007, ISBN 88-7198-535-4
- Il cammino educativo. Un percorso di introduzione alla realtà, Ares 2008, ISBN 88-8155-424-0
- Più nulla da difendere, San Paolo Edizioni 2008, ISBN 88-215-6212-3
- Maturazione della fede e della vita, Cantagalli 2008, ISBN 88-8272-401-8